# Bourrit und Simmler

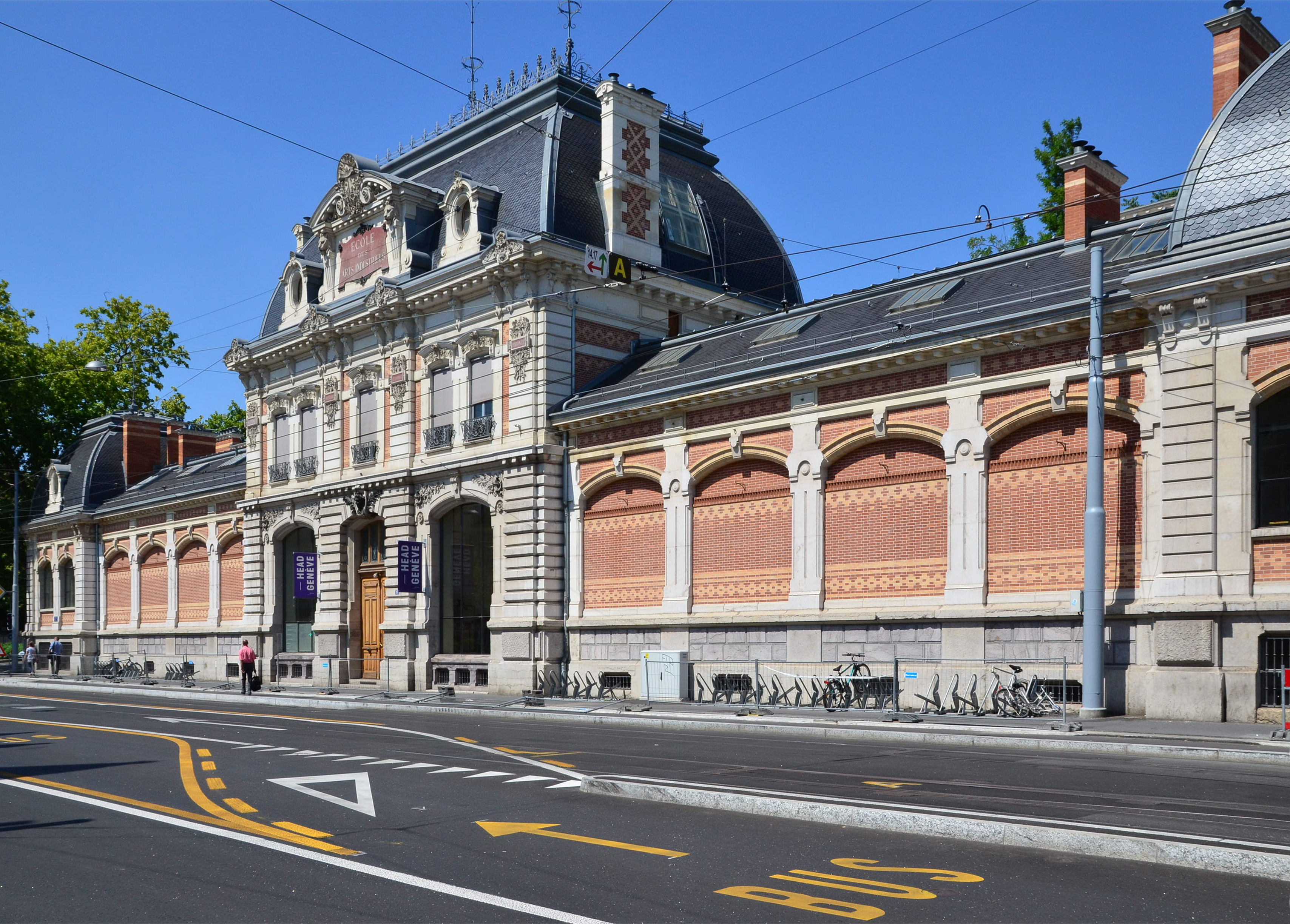
Die ehemalige École des arts industriels, Genf 1880

Bourrit und Simmler war ein Genfer Architekturbüro des Historismus, das von 1868 bis 1887 bestand. Es wurde gemeinsam von Henri Bourrit (1841–1890) und Jacques Simmler (1841–1901) geführt.

## Werk
Gleich zu Beginn ihrer gemeinsamen Karriere befassten sich die Architekten mit Bauaufgaben, die ihre Laufbahn weiter begleiten sollten: Dem (evangelischen) Kirchenbau – der Kirche in Menton (um 1868) folgten Kirchen in Annecy, Sitten (im Schweizer Holzstil), Freiburg (in romanisch-gotischen Formen) und La Chaux-de-Fonds (mit gotischem Formvokabular) – und mit dem Villenbau. Hier sind aus den zahlreichen Villen in und um Genf die Villa Flood in Cologny und die Villa Bartholony bei Versoix zu nennen. 
Dazu kamen später, auch aus Wettbewerben hervorgegangen, Aufträge der öffentlichen Hand, so die Gebäude der École des arts industriels und der École de Chimie in Genf. 1877 gewann das Büro den Wettbewerb für das Bundesgericht in Lausanne, der Auftrag wurde dann aber an Benjamin Recordon vergeben. Bourrit gab in der Folge, wohl aus Enttäuschung, seine Professur in Lausanne auf. Als Simmler 1887 zurück in seine Heimatstadt zog, lösten die Partner das Büro auf, arbeiteten aber noch an gemeinsamen Projekten. 

## Bauten (Auswahl)
- Evangelische Kirche, Menton zwischen 1864 und 1868
- Villa Britannique, Cannes
- Evangelische Kirche, Annecy 1870
- Wohn- und Geschäftshäuser, Carrée Boulevard Georges Favon/Rue du Stand/Quai de la Poste 1871[1]
- Reformierte Kirche, Freiburg 1874–1875[2]
- Temple Indépendant, La Chaux-de-Fonds 1875–1877[3]
- Reformierte Kirche, Sitten 1876, 1968 durch Neubau ersetzt[4]
- Börse Zürich, Wettbewerb 1876–1877 (5. Preis)
- École des arts industriels, Genf 1876–1880 (heute École des arts decoratifs)[5]
- Bundesgericht, Wettbewerb, Lausanne 1877 (1. Preis, Ausführung Benjamin Recordon)
- École de Chimie, Genf 1878–1879[6]
- Schloss Sans-Souci, Versoix 1882–1884
- Schloss El-Masr, Cologny 1883–1884
- Villa Wenden, Cannes 1888–1890